# Loop (Holstein)

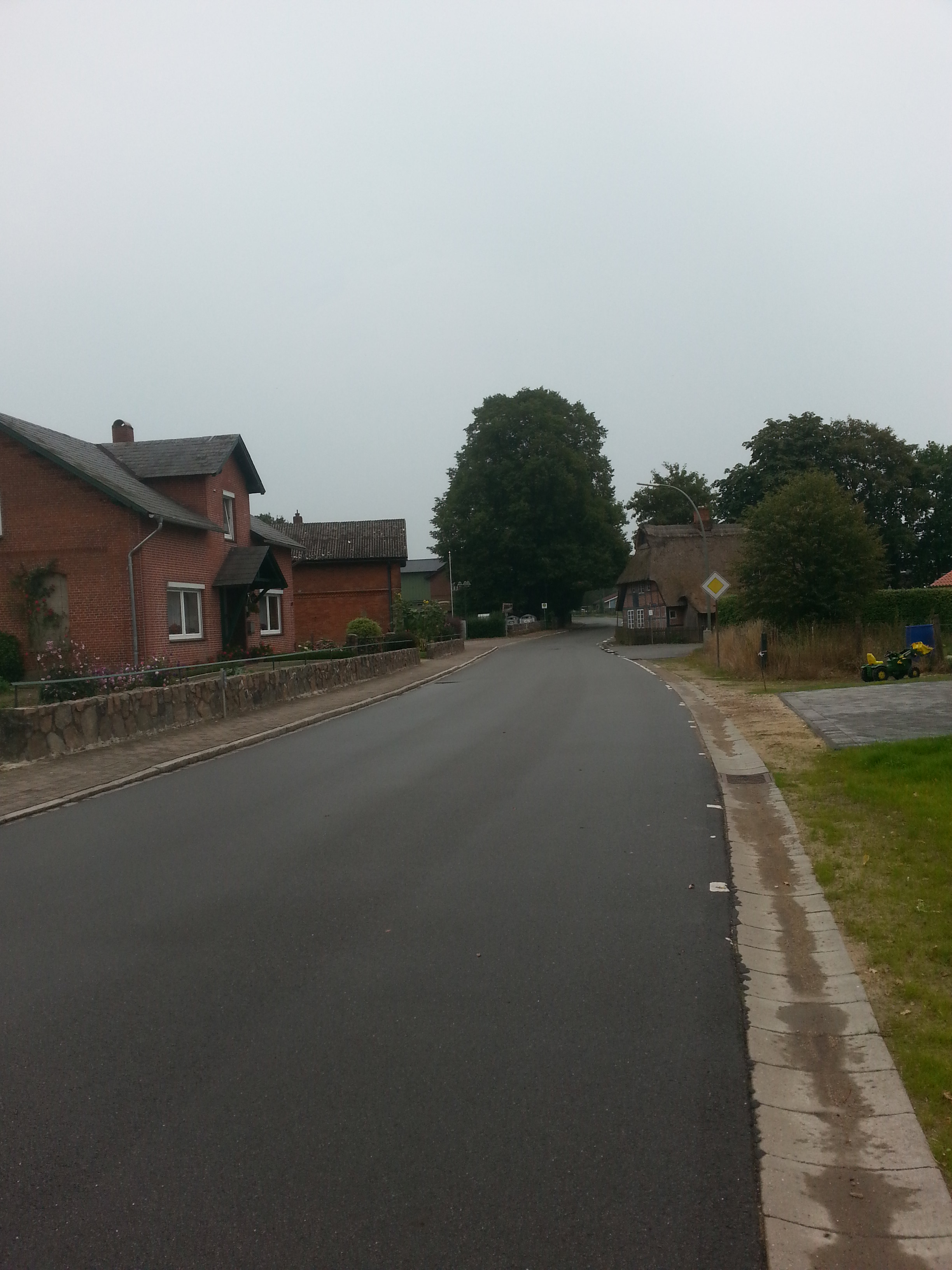
Vista de uma rua pertencente ao município de Loop, na Alemanha.

Loop é um município da Alemanha, localizado no distrito de Rendsburg-Eckernförde, estado de Schleswig-Holstein.